# Rincón Cerro Alto
Rincón Cerro Alto är en ort i Mexiko.   Den ligger i kommunen Cosolapa och delstaten Oaxaca, i den sydöstra delen av landet, 270 km öster om huvudstaden Mexico City. Rincón Cerro Alto ligger 200 meter över havet och antalet invånare är 141.
Terrängen runt Rincón Cerro Alto är kuperad åt nordost, men åt sydväst är den platt. Runt Rincón Cerro Alto är det ganska tätbefolkat, med 100 invånare per kvadratkilometer. Närmaste större samhälle är Cosolapa, 5,6 km nordost om Rincón Cerro Alto. Trakten runt Rincón Cerro Alto består till största delen av jordbruksmark.